# إزالة الغابات

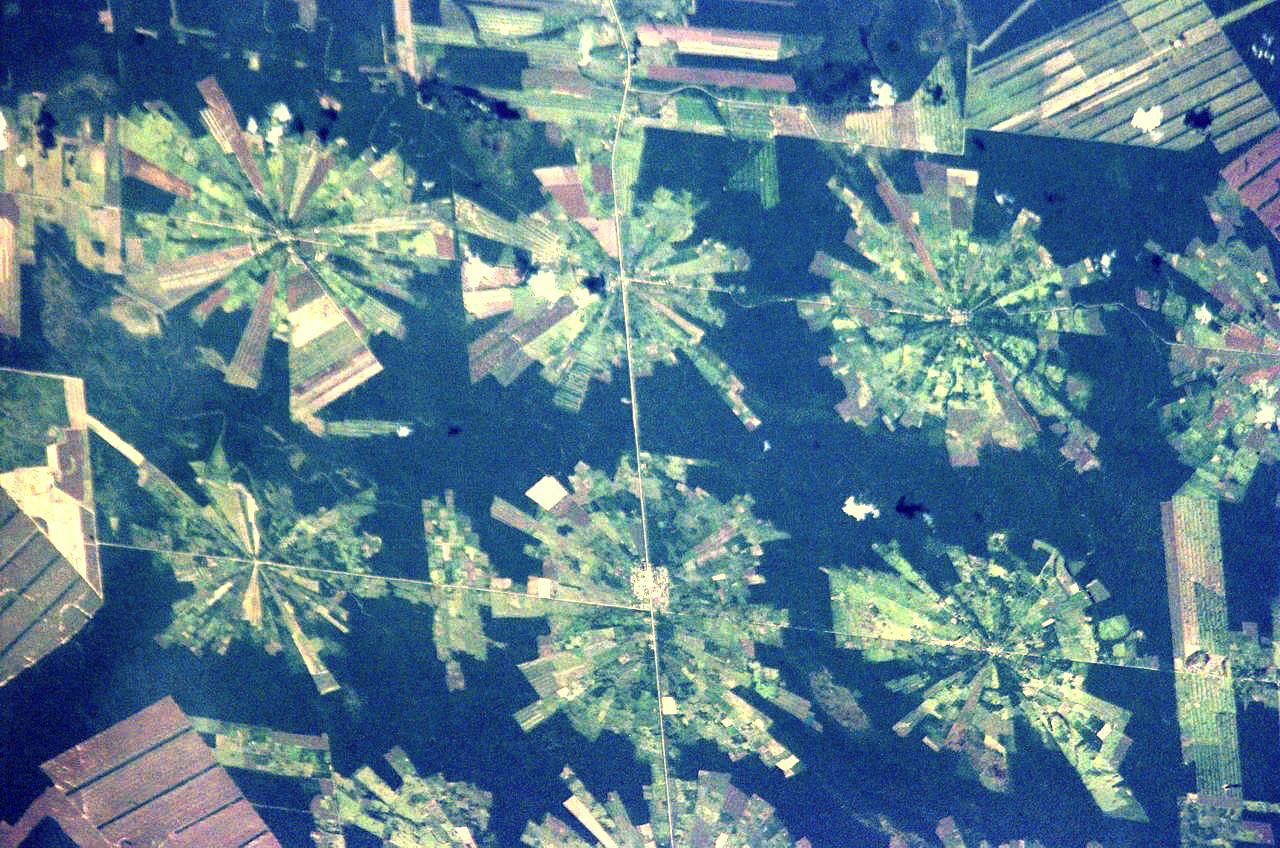
صورة تبين مدى تأثير إزالة غابات بوليفيا من ناسا

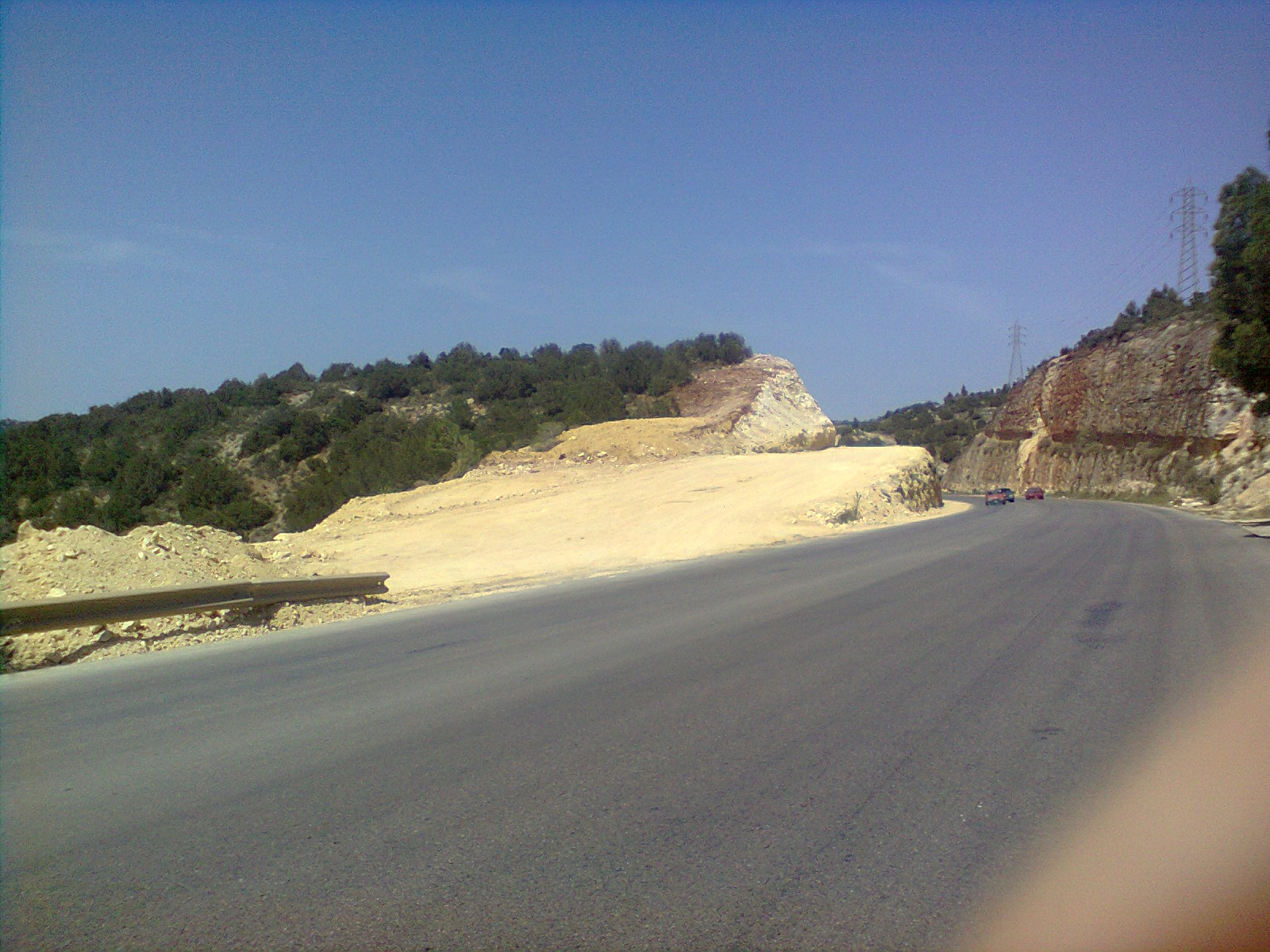
آثار إزالة الغابات في الجبل الأخضر - ليبيا

إزالة الغابات أو إزالة الأشجار أو الزَّحْرَجة (نحت من إزالة الأحراج) أو اجتثاث الأدغال هي إزالة غابة أو مجموعة من الأشجار من الأرض تُحول بعد ذلك إلى الاستخدام غير الحرجي. قد تتضمن إزالة الغابات تحويل أرض الغابات إلى مزارع، أو إلى مزارع تربية المواشي، أو للاستخدام الحضري. تحدث إزالة الغابات الأكثر تركيزًا في الغابات الاستوائية المطيرة. تغطي الغابات 31% تقريبًا من مساحة كوكب الأرض.
هناك عدة أسباب لإزالة الغابات: يمكن قطع الأشجار لاستخدامها في البناء أو لبيعها وقودًا (أحيانًا بشكل فحم نباتي أو خشب منشور)، وتستخدم الأرض التي تُزال منها الأشجار مرعىً للماشية ومزرعةً واسعة. يعتبر تجاهل القيم المنسوبة، والإدارة المتساهلة للغابات، والقوانين البيئية الناقصة، بعضًا من العوامل التي تؤدي إلى إزالة الغابات على نطاق واسع. في العديد من البلدان، تُعد إزالة الغابات -الطبيعية أو التي يقوم بها الإنسان- قضيةً مستمرة. بين عامي 2000 و2012، أُزيل 2.3 مليون كيلومتر مربع من الغابات حول العالم. بحلول عام 2005، توقف ارتفاع النسب الصافية لإزالة الغابات في الدول التي تملك ناتجًا إجماليًا محليًا يقدر بـ4,500 دولار للفرد.
أدت إزالة الأشجار دون إعادة تحريج ناجعة إلى تدمير البيئة وفقدان التنوع البيولوجي والقحولة. تسبب إزالة الغابات الانقراض، والتغيرات في الظروف المناخية، والتصحر، وتهجير السكان، كما لوحظ في الظروف الحالية وفي الماضي عبر السجل الأحفوري. هناك أثر معاكس لإزالة الغابات على العزل الحيوي لغاز ثنائي أكسيد الكربون الموجود في الغلاف الجوي وزيادة دوائر النتائج السلبية المساهمة في الاحتباس الحراري. يضع الاحتباس الحراري المزيد من الضغط على المجتمعات الساعية إلى الأمن الغذائي من خلال إزالة الأشجار للاستخدام الزراعي وتقليل الأرض الصالحة للزراعة بصورة عامة. تتعرض المناطق التي تُزال منها الغابات عادةً إلى آثار بيئية كبيرة، مثل تعرية التربة المعاكسة والتقهقر نحو الأرض الخراب.
إن إزالة الغابات عنيفةٌ جدًا في مناطق الغابات الاستوائية وشبه الاستوائية في الاقتصادات الصاعدة. يعيش أكثر من نصف أنواع النباتات والحيوانات في العالم في الغابات الاستوائية. نتيجةً لإزالة الغابات، بقي فقط 6.2 مليون كيلومتر مربع من أصل 16 مليون كيلومتر مربع من الغابات المطيرة التي كانت تغطي الأرض سابقًا. تُزال منطقة تساوي مساحة ملعب كرة قدم من غابات الأمازون المطيرة كل دقيقة، إذ أزيل ما يقارب 55 مليون هكتار من الغابات المطيرة من أجل الزراعة الحيوانية. فُقد أكثر من 3.6 مليون هكتار من الغابات الاستوائية الأصلية عام 2018.

## الأسباب
وفقًا لأمانة اتفاقية الأمم المتحدة الإطارية بشأن تغير المناخ، تُعد الزراعة السبب الرئيسي المباشر لإزالة الغابات. زراعة الكفاف مسؤولة عن 48% من إزالة الغابات، والزراعة التجارية مسؤولة عن 32%، وقطع الأشجار مسؤول عن 14%، وإزالة الأشجار لصناعة الوقود منها مسؤولة عن 5%.
لا يتفق الخبراء على ما إذا كان القطع الصناعي للأشجار مساهمًا هامًا في إزالة الغابات على الصعيد العالمي. يجادل البعض بأن الفقراء هم أكثر من يزيل الغابات بسبب عدم امتلاكهم بدائل، ويحاجج البعض الآخر بأن الفقراء تنقصهم القدرة على دفع ثمن المواد واليد العاملة اللازمة لإزالة الغابات. وجدت إحدى الدراسات أن الزيادة السكانية بسبب ارتفاع معدلات الخصوبة كانت الدافع الرئيسي لإزالة الغابات الاستوائية في 8% فقط من الحالات.
قد تشمل الأسباب الأخرى للإزالة المعاصرة للغابات الفساد في المؤسسات الحكومية، والتوزيع غير العادل للثروة والسلطة، والنمو السكاني، والاكتظاظ السكاني، والتحضر. يُنظر إلى العولمة غالبًا على أنها سبب رئيسي آخر لإزالة الغابات، رغم وجود حالات أدت فيها تأثيرات العولمة (التدفقات الجديدة من العمالة، ورأس المال، والسلع، والأفكار) إلى تعزيز الانتعاش المحلي للغابات.
يُعد التغير المناخي سببًا آخر لإزالة الغابات. نتج 23% من خسائر الغطاء الشجري عن حرائق الغابات، وزاد التغير المناخي من تكرارها وقوتها. يسبب ارتفاع درجات الحرارة حرائق غابات مهولة لا سيما في الغابات الشمالية (التايغا). هناك أثر محتمل هو تغير تكوين الغابات.
في عام 2000، وجدت منظمة الأمم المتحدة للأغذية والزراعة (الفاو) أن «دور الديناميات السكانية في البيئة المحلية قد يختلف من دور حاسم إلى إهمال»، وأن إزالة الغابات قد تنجم عن مزيج من الضغط السكاني، وركود الظروف الاقتصادية، والاجتماعية، والتكنولوجية.
يُعزا تدهور النظم البيئية للغابات إلى الحوافز الاقتصادية التي تجعل تحويل الغابات يبدو أكثر ربحيةً من الحفاظ على الغابات. لا تملك العديد من وظائف الغابات المهمة أسواقًا، ومن ثم لا قيمة اقتصادية واضحة بسهولة لأصحاب الغابات أو المجتمعات التي تعتمد على الغابات من أجل رفاهها. من وجهة نظر العالم النامي، فإن فوائد الغابات مثل تصريف الكربون أو محميات التنوع البيولوجي تذهب في المقام الأول إلى الدول المتقدمة الغنية، وليس هناك تعويض كافٍ عن هذه الخدمات. تشعر البلدان النامية أن بعض البلدان في العالم المتقدم، مثل الولايات المتحدة الأمريكية، قطعت غاباتها منذ قرون واستفادت اقتصاديًا من إزالة الغابات، وأنه من النفاق حرمان البلدان النامية من نفس الفرص، أي أنه لا ينبغي على الفقراء تحمل تكلفة الحفاظ على الغابات عندما خلق الأغنياء المشكلة.
لاحظ بعض المعلقين حدوث تحول في الدوافع لإزالة الغابات على مدار الأعوام الثلاثين الماضية. في حين كانت إزالة الغابات مدفوعة بشكل أساسي بأنشطة الكفاف ومشاريع التنمية التي ترعاها الحكومة مثل الهجرة في بلدان مثل إندونيسيا والمستعمرات في أمريكا اللاتينية والهند وجافا وغيرها، وذلك خلال أواخر القرن التاسع عشر والنصف السابق من القرن العشرين، فبحلول تسعينيات القرن الماضي كان سبب إزالة الغابات هو العوامل الصناعية، بما في ذلك الصناعات الاستخراجية، وتربية الماشية على نطاق واسع، والزراعة واسعة النطاق. منذ عام 2001، شكلت إزالة الغابات المدفوعة بتأمين السلع الأساسية، والتي من المرجح أن تكون دائمة، نسبة الربع من جميع الاضطرابات الحرجية، وتركزت هذه الخسارة في أمريكا الجنوبية وجنوب شرق آسيا.

## الآثار البيئية

### الجوية
تُعد إزالة الغابات أمرًا مستمرًا وهي تعيد تشكيل المناخ والجغرافيا.
تساهم إزالة الغابات في الاحتباس الحراري، وتُذكر بصفتها أحد الأسباب الرئيسية في زيادة تأثير البيت الزجاجي. إزالة الغابات الاستوائية مسؤولةً عمّا يقارب 20% من انبعاثات الغازات الدفيئة في العالم. وفقًا للجنة الدولية للتغيرات المناخية، فقد تمثل إزالة الغابات، لا سيما في المناطق الاستوائية، ثلث إجمالي انبعاثات ثنائي أكسيد الكربون بشرية المنشأ. لكن الحسابات الأخيرة تشير إلى أن انبعاثات ثنائي أكسيد الكربون الناتجة عن إزالة الغابات وتدهورها (باستثناء انبعاثات أراضي الخث) تساهم بنحو 12% من إجمالي انبعاثات ثنائي أكسيد الكربون بشرية المنشأ بنطاق يتراوح بين 6% و17%. تؤدي إزالة الغابات إلى بقاء غاز ثنائي أكسيد الكربون في الجو، ومع تراكمه، فإنه ينتج طبقة في الغلاف الجوي تحجب الإشعاع القادم من الشمس. يتحول الإشعاع إلى حرارة تسبب الاحتباس الحراري، والذي يعرف باسم تأثير البيت الزجاجي. تزيل النباتات الكربون في صورة ثنائي أكسيد الكربون من الجو في أثناء عملية التركيب الضوئي، لكنها تُطلق كمية منه في الجو في أثناء التنفس الطبيعي. يمكن لشجرة أو غابة إزالة الكربون عن طريق تخزينه في الأنسجة النباتية، وذلك فقط عندما تنمو بنشاط. يُطلق كل من التحلل وحرق الأشجار أغلب هذه الكمية المخزنة من الكربون إلى الغلاف الجوي. رغم أن تراكم الأخشاب ضروري عمومًا لعزل الكربون، ففي بعض الغابات، يمكن لشبكة الفطريات التعايشية التي تحيط بجذور الأشجار تخزين كمية كبيرة من الكربون، وتخزينها تحت الأرض حتى لو ماتت الشجرة التي زودتها بالكربون وتحللت، أو حُصدت وحُرقت. يمكن عزل الكربون من خلال الغابات بطريقة أخرى وهي حصد الأشجار وتحويلها إلى منتجات معمرة، مع استبدال أشجار صغيرة جديدة بها. قد تؤدي إزالة الغابات أيضًا إلى إطلاق مخازن الكربون الموجودة في التربة. قد تكون الغابات إما مصارف أو مصادر حسب الظروف البيئية. تتناوب الغابات الناضجة بين كونها مصارف صافية ومصادر لثنائي أكسيد الكربون.
في المناطق التي أزيلت منها الغابات، ترتفع درجة حرارة الأرض بشكل أسرع وتصل إلى درجة حرارة أعلى، ما يؤدي إلى حركات تصاعدية موضعية تعزز تشكيل السحب وتنتج في النهاية المزيد من الأمطار. ومع ذلك، وفقًا للمختبر الجيوفيزيائي لديناميك السوائل، أظهرت النماذج المستخدمة للاختبار في الاستجابات عن بعد لإزالة الغابات الاستوائية زيادةً كبيرة في درجات الحرارة ولكنها خفيفة عبر الغلاف الجوي الاستوائي. تنبأ النموذج بارتفاع أصغر من 0.2 درجة مئوية للهواء العلوي عند 700 ميلي بار و500 ميلي بار. ومع ذلك، لا يُظهر النموذج أي تغييرات كبيرة في مناطق أخرى بجانب المناطق الاستوائية. رغم أن النموذج لم يُظهر أي تغيرات مهمة في المناخ في مناطق أخرى غير المناطق الاستوائية، فقد لا يكون هذا هو الحال لأن النموذج يحتوي على أخطاء محتملة والنتائج غير حاسمة أبدًا. تؤثر إزالة الغابات على تدفقات الرياح وتدفق بخار الماء وامتصاص الطاقة الشمسية، ما يؤثر بوضوح على المناخ المحلي والعالمي.
برز خفض الانبعاثات الناتجة عن إزالة الغابات وترديها في البلدان النامية بوصفه إمكانية جديدة لتكملة سياسات المناخ الحالية. تتمثل الفكرة في تقديم تعويضات مالية لخفض انبعاثات الغازات الدفيئة الناتجة عن إزالة الغابات وتدهورها. يمكن اعتبار خفض الانبعاثات الناتجة عن إزالة الغابات وترديها بديلًا لنظام الاتجار في الانبعاثات كما في الحالة الأخيرة، ويجب على الملوثين دفع ثمن تصاريح للحصول على حق في بعث بعض الملوثات (أي ثنائي أكسيد الكربون).
يعتقد الناس على نطاق واسع أن الغابات المطيرة تساهم بكمية كبيرة من الأكسجين في العالم، رغم أن ما يقبله العلماء الآن هو أن الغابات المطيرة تساهم بالأكسجين الصافي في الغلاف الجوي وأن إزالة الغابات لا تملك سوى تأثير بسيط على مستويات الأكسجين في الغلاف الجوي. ومع ذلك، فإن ترميد النباتات الحرجية وحرقها لتطهير الأرض يطلق كميات كبيرة من ثنائي أكسيد الكربون، ما يساهم في ظاهرة الاحتباس الحراري. يشير العلماء أيضًا إلى أن إزالة الغابات الاستوائية تطلق 1.5 مليار طن من الكربون كل عام في الغلاف الجوي.

### الهيدرولوجيا
تتأثر دورة الماء أيضًا بإزالة الغابات. تستخرج الأشجار المياه الجوفية عن طريق جذورها وتطلقها نحو الغلاف الجوي. عندما يُزال جزء من غابة، لن ترشح الأشجار هذا الماء، ما يؤدي إلى مناخ أكثر جفافًا. تقلل إزالة الغابات محتوى الماء في التربة والمياه الجوفية بالإضافة إلى رطوبة الغلاف الجوي. تؤدي التربة الجافة إلى امتصاص الأشجار ماءً أقل. تقلل إزالة الغابات من تماسك التربة، فينتج عن ذلك تعرية التربة والطوفان والانهيارات الأرضية.
يقلل تقلص الغطاء الحرجي من قدرة الأراضي على حصر هطول الأمطار والحفاظ عليه. بدلًا من حبس هطول الأمطار، التي تتسرب بعد ذلك إلى شبكات المياه الجوفية، تصبح المناطق التي أزيلت منها الغابات مصادر لجريان المياه السطحية، التي تتحرك بسرعة أكبر من التدفقات تحت السطحية. تعيد الغابات معظم المياه التي تسقط مترسبةً إلى الغلاف الجوي عن طريق النتح. في المقابل، عندما تُزال الغابات من منطقة ما، يغيب كل هطول الأمطار تقريبًا. قد يتحول هذا النقل السريع للمياه السطحية إلى سيل وفيضانات محلية أكثر مما قد يحدث بوجود غطاء حرجي. تسهم إزالة الغابات أيضًا في انخفاض النتح التبخري، ما يقلل من الرطوبة الجوية التي تؤثر في بعض الحالات على مستويات هطول الأمطار في منطقة إزالة الغابات، إذ لا يُعاد تدوير المياه في الغابات، ولكنها تضيع في الجريان السطحي وتعود مباشرة إلى المحيطات. وفقًا لإحدى الدراسات، انخفض معدل هطول الأمطار السنوي في شمال الصين وشمالها الغربي بمقدار الثلث بين خمسينيات القرن العشرين وثمانينياته.
تؤثر الأشجار والنباتات بصورة عامة على دورة المياه:
- تحبس مظلاتها نسبةً من الهطول الذي يتبخر مرةً أخرى عائدًا إلى الغلاف الجوي (حبس المظلة).
- تبطئ الفضلات والسيقان والجذوع جريان المياه السطحية.
- تُنشئ جذورها تحفرات -قنوات كبيرة- في التربة تزيد من تسرب المياه.
- تساهم في التبخر الأرضي وتقلل من رطوبة التربة من خلال النتح.
- تغير فضلاتها وبقاياها العضوية خصائص التربة التي تؤثر في قدرة التربة على تخزين الماء.
- تتحكم أوراقها برطوبة الهواء. يصعد 99% من الماء الذي تمتصه الجذور إلى الأوراق ويُنتح.[31]

نتيجةً لذلك، فإن وجود الأشجار أو غيابها قد يغيران نوعية الماء على السطح، في التربة أو المياه الجوفية، أو في الهواء. يغير هذا بدوره نسب التعرية وتوفر المياه لكل من عمليات النظام البيئي أو الاحتياجات البشرية. ترفع إزالة الغابات في السهول المنخفضة تكوين السحب وهطول الأمطار إلى مستويات أعلى.
قد يكون للغابة تأثير صغير في الطوفان في حالات سقوط أمطار غزيرة، والتي تطغى على قدرة تربة الغابات على التخزين إن كانت التربة ضمن حالة التشبع أو قريبة منها.
تنتج الغابات الاستوائية 30% تقريبًا من المياه العذبة في كوكبنا.
تعطل إزالة الغابات أنماط الجو الطبيعية ما يؤدي إلى جو أسخن وأكثر جفافًا، ومن ثم زيادة الجفاف، وإزالة الغابات، وفشل المحاصيل، وذوبان القمم الجليدية القطبية، والطوفانات الساحلية، وإزاحة أنظمة نباتية أساسية.

### التربة
بسبب المخلفات النباتية، تملك الغابات غير المعطلة معدل تعرية منخفض. يحدث معدل التعرية بسبب إزالة الغابات، لأنها تقلل من كمية غطاء المخلفات الذي يؤمن الحماية من جريان المياه السطحية. يبلغ معدل التعرية نحو 2 طن متري لكل كيلومتر مربع. قد يكون هذا المعدل ميزةً في تربة الغابات المطيرة الاستوائية التي ترشح بشكل مفرط. تزيد عمليات الغابات ذاتها من التعرية من خلال تطوير الطرق الحرجية واستخدام المعدات الميكانيكية. أدت إزالة الغابات في هضبة لويس في الصين منذ عدة سنوات إلى تعرية التربة؛ أدت هذه التعرية إلى انفتاح الوديان. نتج عن زيادة التربة في الجريان السطحي طوفان النهر الأصفر وجعل لونه أصفر.
لا تُعد تعرية التربة المتزايدة من نتائج إزالة الغابات دائمًا، كما يُلاحظ في المناطق الجنوبية الغربية من الولايات المتحدة. في هذه المناطق، أدت خسارة العشب بسبب وجود الأشجار والشجيرات الأخرى إلى نسب تعرية أكبر عندما تُزال الأشجار.
تُعزَّز الترب من خلال وجود الأشجار التي تربط جذورها بصخر الأساس. تجعل إزالةُ الأشجارِ الأراضي المنحدرة أكثر عرضة للانهيارات الأرضية.